# Lo van Hensbergen
Pour les articles homonymes, voir van Hensbergen et Hensbergen.
Lodewijk Gerard van Hensbergen, connu sous le nom de Lo van Hensbergen, né à Sukabumi (Indonésie) le 1er mai 1917 et mort à Amsterdam le 21 février 1987, est un acteur et réalisateur néerlandais.

## Biographie
Lo van Hensbergen est le mari de l'actrice Liane Saalborn.

## Filmographie sélective

### comme acteur
- 1959 : L'Orphelin et son chien (A Dog of Flanders) : le prêtre
- 1962 : Kermis in de Regen
- 1962 : De overval : De Vries
- 1964 : Plantage Tamarinde : Ir. Melchers
- 1967 : Het oponthoud
- 1970 : Amsterdam Affair : le magistrat
- 1971 : Mira
- 1972 : The Little Ark : M. Tandema
- 1972 : Louisa, un mot d'amour : Deschamps
- 1979 : Nosferatu, fantôme de la nuit
- 1981 : Malou
- 1983 : Olivier et le Dragon vert : Bourgmestre Dickerdack (voix)